# Sebastian Breuning (Vogt)
Sebastian Breuning († 11. Dezember 1516 in Stuttgart) war Vogt von Weinsberg und wurde als politischer Gegner Herzog Ulrichs von Württemberg nach kurzer Verhandlung wegen angeblichen Hochverrats zum Tode verurteilt.

## Leben und Wirken
Sebastian Breuning gilt als ein Protagonist der bürgerlich-ständischen Opposition gegen die Ansprüche des württembergischen Herzogshauses. Etwa ein Jahr nach Abschluss des Tübinger Vertrags wurde er wegen Hochverrat auf der Burg Hohenasperg gefangengesetzt und monatelang gefoltert, bis der damals 32-jährige Herzog Ulrich seinen politischen Gegner auf dem Stuttgarter Marktplatz öffentlich hinrichten ließ.
Das war ein Justizmord, der das ganze Land in Erregung versetzte.
Dazu kam es, weil im Mai 1515 Herzog Ulrich auf der Jagd im Böblinger Wald hinterrücks seinen Stallmeister und Freund, Hans von Hutten, erstach, nachdem dieser hinter vorgehaltener Hand bei Hofe von der unerwiderten Liebe des Herzogs zur Gattin des Stallmeisters geplaudert hatte und ihn der Lächerlichkeit preisgegeben hatte. Kaiser Maximilian I. ordnete daraufhin an, dass ihm ein Rat als Mitregentschaft zur Seite gestellt werden sollte. Der Herzog musste widerwillig einem noch stärkeren Einfluss der Landstände auf seine Regierung zustimmen. Zornig plante er, die bürgerlichen Vögte aus der Ehrbarkeit, denen er ein Zusammenspiel hinter seinem Rücken mit dem Kaiser zu seinen Ungunsten vorwarf, möglichst bald fühlen zu lassen, dass er allein der Herr in Württemberg war.
Herzog Ulrich von Württemberg hatte daraufhin seine Landschaft zusammenberufen, ihr ein kaiserliches Schreiben vorlesen lassen und darauf eine Antwort gefordert. Die Landschaftsabgeordneten wählten einen Ausschuss von 12 Abgeordneten aus den württembergischen Städten, um die Antwort zu verfassen. Diese haben dann aber etliche Amtleute hinzugezogen, unter ihnen Sebastian Breuning, Konrad Vaut und der berühmte Dr. Johannes Reuchlin.
Einige der Ausschussangehörigen, z. B. Conrad Vaut, Sebastian Breuning, Keßler von Göppingen, Breittenstein von Tübingen, Wenzelhäuser von Urach sollen heimlich über den durch den Kaiser zu bewirkenden Entzug der Regierungsvollmacht des Herzogs beraten haben. Einige wollten dem Herzog frei erklären, dass sie als gehorsame Untertanen zu ihm halten wollten, aber andere, angeführt von Sebastian Breuning, bewirkten, dass die Antwort den Beisatz bekam „wenn er Recht leiden möge oder wenn er wider Recht überzogen würde.“ Diese Gruppe bewirkte auch Sebastian Breunings Wahl als Gesandtschafter.
Herzog Ulrich ließ am 20. November 1516 den Vogt von Weinsberg, Sebastian Breuning, dessen Bruder, den Vogt von Tübingen, Konrad Breuning, den Vogt von Cannstatt, Konrad Vaut und den Bürgermeister von Stuttgart, Hans Stickel, verhaften und auf dem Hohenasperg gefangen halten. Man warf ihnen Hochverrat vor, denn sie sollten sich nach Ulrichs Bluttat an den Kaiser gewandt haben. Dem Konrad Vaut drohte zudem eine Anklage wegen Majestätsbeleidigung. Die Angeklagten leugneten die Vorwürfe, aber auf Anweisung von Ambrosius Volland, der des Herzogs Rat und Vertrauter war, wurden die Männer hart gefoltert, bis sie ein Geständnis ablegten. Zeugen für oder gegen die Anklage wurden nicht gesucht. Nach den erpressten Geständnissen wurde die Hauptverhandlung auf den 10. Dezember 1516 im Gerichtssaal des Herrenhauses am Stuttgarter Markt festgesetzt.
Dort fand die Verhandlung wieder unter dem Vorsitz von Ambrosius Volland statt. Alle vier Angeklagten hatten ihre unter der Folter erpressten Geständnisse widerrufen, aber ihre Verurteilung stand bereits vorher fest. Zeugen wurden wieder nicht gehört. Nach kurzer Verhandlung wurden die drei Vögte zum Tode verurteilt, nur Hans Stickel kam mit dem Leben davon. Schon einen Tag nach dem Urteil läutete das Armesünderglöcklein am Markt. In härenem Hemd wurden Konrad Vaut und Sebastian Breuning zwischen einem Spalier von Landsknechten mit Schwertern und Spießen unter lauten Trommelwirbeln auf dem Markt zum Richtblock geführt. Beide wurden enthauptet und Konrad Vaut möglicherweise gevierteilt. Konrad Breuning wurde noch ein weiteres Jahr lang gefoltert, ehe er hingerichtet wurde.

## Würdigung
In Tübingen erinnert die Breuningstiftung an Sebastian Breuning und seine Familie.